# DEM L 106
DEM L 106 es una región H II en la Gran Nube de Magallanes, galaxia cercana que forma parte del Grupo Local. Originalmente, esta nebulosa fue catalogada en la década de 1970 por los astrónomos R. Davies, K. Elliot y J. Meaburn, quienes crearon el catálogo "DEM" de la Pequeña Nube de Magallanes y de la Gran Nube de Magallanes. Visualmente, DEM L 106 está situada en la constelación de Dorado.
En la imagen de DEM L 106 obtenida con el telescopio espacial Hubble, se aprecia una nube de gas más brillante y pequeña cerca de la parte superior. Denominada N30B, esta nebulosa fue descubierta por Karl Henize en la década de 1950. N30B rodea un grupo de jóvenes estrellas azules calientes, cuya luz ultravioleta arranca los electrones de los átomos de hidrógeno del gas que las rodea, haciendo que este brille debido a fluorescencia.
La brillante estrella cerca de la esquina superior izquierda, Henize S22, es una supergigante muy caliente y luminosa que se encuentra a unos 25 años luz de la nebulosa N30B. Es una estrella Be rodeada de un disco de gas achatado, probablemente expelido desde su ecuador. La estrella ilumina las partículas del polvo interestelar de N30B, produciendo un débil resplandor a su alrededor —una nebulosa de reflexión—, que de alguna forma recuerda a un número 8 tendido de lado. La banda de gas que cruza la parte inferior de la imagen es parte de la cáscara de una "superburbuja" gigante creada por el viento estelar de S22.